# 山本鈴美香
山本 鈴美香 （やまもと すみか、1949年6月17日 - ）は、日本の漫画家。女性。山梨県塩山市（現甲州市）出身。代表作は、『エースをねらえ!』。

## 経歴
1949年（昭和24年）、山梨県塩山市（現在の甲州市）に生まれ、埼玉県浦和市（現在のさいたま市）育ち。埼玉県立浦和西高等学校卒業。1970年（昭和45年）、武蔵野美術短期大学商業デザイン科を卒業した後。1971年（昭和46年）、『その一言がいえなくて…』で漫画家としてのデビューを果たした。1973年（昭和48年）、テニスをテーマにした『エースをねらえ!』の連載が少女漫画雑誌『週刊マーガレット』上で開始、メイン層である女性だけでなく、男性層にも爆発的な人気を得た。作品は、1980年（昭和55年）まで長期連載され、数度にわたるアニメ化、テレビドラマ化が実現している。長編としては、ほかに16世紀のヨーロッパを舞台にした『7つの黄金郷』を発表している。
1981年（昭和56年）頃から家族と一緒に塩山市に移住し、「神山会」という新興宗教の巫女となった。以降は体調面が不安定なこともあり、メディア出演や執筆活動よりも宗教活動や療養を主軸とした生活をしており神山会の教祖となっているが、ホームページが消滅しているため近年の活動状況は不明である。さらに2020年の時点で「神山会」は宗教法人の登録からも外れているため、既に解散消滅した可能性もある。

## 作品リスト
集英社
- 『恋しちゃおかナ?』 1972/10/20 ISBN 978-4088501055
- 『キッスにご用心!』 1973/6/20 ISBN 978-4088501215
- 『エースをねらえ!』（全18巻） 1973/8/25 - 1980/6/25
- 『ひっくりかえったおもちゃ箱』 1978/5/1 ISBN 978-4086120708
  - 『H2O!前代未聞!!』 1979/10/1 ISBN 978-4086121002

- 『7つの黄金郷』（既刊7巻 未完） 1977/4/20 - 1977/5/20

小学館
- 『白蘭青風』（未完） 1983/11/1 ISBN 978-4091784612
- 『愛の黄金率』（未完） 1983/12/1 ISBN 978-4091784711

学研プラス
- 『ムー』1985年5月号付録『山本鈴美香霊視画　勝利を呼ぶ諏訪大社の竜神 』ポスター